# Vatra, Moldova
Vatra este un oraș din Republica Moldova, aflat sub jurisdicția sectorului Buiucani al municipiului Chișinău.
Statutul de oraș această localitate l-a primit în prima jumătate a anilor 1990. Primăria se află în componența municipală a Primăriei municipiului Chișinău.
Orașul se află la aproximativ 6 km distanță de capitală și are o suprafață de aproximativ 8 km², pe teritoriul căreia locuiesc până la 4 mii de cetățeni. Orașul este traversat de traseul național R1 (E52) care leagă capitala de raioanele vestice ale țării.
În localitate se află o grădiniță-creșă, un liceu cu predare în limba română și rusă, policlinica locală, întreprinderi de prelucrare - dobândire a zăcămintelor naturale (cariera de piatră Vatra), întreprinderi de prelucrare, asamblare și depozitare a băuturilor alcoolice, întreprinderi de prelucrare a marmorei și altele. La nord de stația de cale ferată Varta este amplasată aria protejată Cariera „Cazacu”.
În perioada sovietică legătura dintre capitală și orașelul-satelit era asigurată de o linie de autobuz. În arhivele de proiectare sovietice era planificată construcția primului metro subteran care ar fi unit Aeroportul Internațional Chișinău cu Vatra.
Hramul orașului este serbat în fiecare an la 14 octombrie, la fel ca și la Chișinău. Orașul dispune de zone de agrement amplasate împrejur pe malul lacului artificial Ghidighici, construit în lunca râului Bâc în anii 1960-1970.

## Demografie
Structura etnică, conform recensământului din 2004
     Moldoveni (56,13%)
     Ruși (16,81%)
     Români (11,92%)
     Ucraineni (9,58%)
     Țigani (2,64%)
     Bulgari (0,91%)
     Găgăuzi (0,39%)
     Alții (1,61%)

## Administrație și politică
Componența Consiliului local Vatra (13 consilieri), ales la 5 noiembrie 2023, este următoarea:
|  | Partid                                       | Consilieri | Componență | Componență | Componență | Componență | Componență | Componență | Componență | Componență | Componență |
|  | -------------------------------------------- | ---------- | ---------- | ---------- | ---------- | ---------- | ---------- | ---------- | ---------- | ---------- | ---------- |
|  | Mișcarea Alternativa Națională               | 9          |            |            |            |            |            |            |            |            |            |
|  | Partidul Acțiune și Solidaritate             | 3          |            |            |            |            |            |            |            |            |            |
|  | Partidul Socialiștilor din Republica Moldova | 1          |            |            |            |            |            |            |            |            |            |